# Kudiakof
Le Kudiakof sono un piccolo gruppetto di isole che fanno parte delle Fox nell'arcipelago delle Aleutine orientali e appartengono all'Alaska (USA). Assieme alle isole Glen, Operl e Neumann delimitano a nord-ovest le lagune Izembek e Moffet, sulla costa settentrionale della punta della penisola di Alaska.
L'isola ha preso il nome da un topografo, Kudiakof, che era stato inviato nella zona dal tenente Saryčev della Marina imperiale russa, nel 1791.